# Raszpla plamista
Raszpla plamista (Squatina oculata) – gatunek ryby chrzęstnoszkieletowej z rodziny raszplowatych (Squatinidae), krytycznie zagrożony wyginięciem.

## Występowanie
Wschodni Atlantyk od Zatoki Biskajskiej po Angolę oraz Morze Śródziemne. Zazwyczaj występuje na głębokości 50–100 m, choć spotykana jest od 5 do 500 m.

## Morfologia
Dorasta do 160 cm. Płetwy grzbietowe przesunięte mocno do tyłu. Na płetwach piersiowych i na trzonie ogona widoczne czarne plamy.